# Мауританија на Светском првенству у атлетици на отвореном 2017.
Мауританија је учествовала на Светском првенству у атлетици на отвореном 2017. одржаном у Лондону од 4. до 13. августа четрнаести пут. Репрезентацију Мауританије представљао је један атлетичар који се такмичио у трци на 5.000 м.,
На овом првенству представник Мауританије није освојио ниједну медаљу, али је оборио лични рекорд.

## Учесници
Мушкарци:
- Мохамед Самбе — 5.000 м

## Резултати

### Мушкарци
| Атлетичар     | Дисциплина | Лични рекорд | Квалификације | Квалификације | Полуфинале | Полуфинале | Финале               | Финале       | Детаљи |
| Атлетичар     | Дисциплина | Лични рекорд | Резултат      | Место         | Резултат   | Место      | Резултат             | Место        | Детаљи |
| ------------- | ---------- | ------------ | ------------- | ------------- | ---------- | ---------- | -------------------- | ------------ | ------ |
| Мохамед Самбе | 5.000 м    |              | 16:16,29 ЛР   | 21. у гр. 1   |            |            | Није се квалификовао | 39 / 39 (42) |        |